# 橙狮体育
橙狮体育是阿里巴巴下属的有关于体育场馆经营的公司，曾用名为阿里体育。橙狮体育于2015年在上海市杨浦区成立。
橙狮体育会与当地政府合作，对一些老旧场馆进行改造。杨浦区体育活动中心的足球场、室内外篮球场、多功能训练馆、游泳馆等区域进行了翻新，进行了智能化改造。还对杨浦区活动体育中心加装了AI防溺水系统。
2015年，阿里体育获得2018-2021年杭州马拉松独家运营和市场开发权。第25届中国大学生篮球联赛也是由橙狮体育负责运营工作。橙狮体育成为第26届中国大学生篮球联赛的荣誉合作伙伴。

## 运营的场馆
| 场馆名称             | 位置         | 引用   |
| -------------------- | ------------ | ------ |
| 回龙观体育中心       | 北京市       | [ 8 ]  |
| 天津河东体育场       | 天津市       | [ 9 ]  |
| 杨浦区体育活动中心   | 上海市       | [ 2 ]  |
| 杨浦区滨江体育公园   | 上海市       | [ 2 ]  |
| 杭州奥林匹克体育中心 | 浙江省杭州市 | [ 10 ] |
| 苏州湾体育中心       | 江苏省苏州市 | [ 11 ] |
| 江南体育中心         | 重庆市       | [ 12 ] |
| 苏坡体育中心         | 四川省成都市 | [ 13 ] |
| 香城体育中心         | 四川省成都市 | [ 13 ] |
| 新都区体育中心       | 四川省成都市 | [ 14 ] |
| 津津希望体育公园     | 四川省成都市 | [ 13 ] |
| 新安体育中心         | 广东省深圳市 | [ 15 ] |